# Йоан VII (папа)
Вижте пояснителната страница за други личности с името Йоан VII.
Йоан VII е римски папа от 1 март 705 г. до 18 октомври 707 г.
Папа Йоан VII умира през 707 г. и е погребан в базиликата Св. Петър.